# Campeonato Nacional de Clubes Femenino 2016 (Colombia)
El Campeonato Nacional de Clubes Femenino 2016 fue la primera y única edición del campeonato de clubes de fútbol femenino en Colombia organizado por la División Aficionada del Fútbol Colombiano. El torneo inició el 21 de mayo del 2016 con la participación de 45 clubes de todo el país.
Este torneo fue preculsor de la Liga Profesional Femenina de Fútbol de Colombia que nació en 2017.

## Sistema de juego
Se dividieron según su posición geográfica los xx clubes en seis grupos para disputar enfrentamientos todos contra todos de ida y vuelta, al finalizar esta fase clasificarán a las semifinales de la siguiente manera:
- Zona 1: estará conformada por tres grupos de los cuales clasificarán los cuatro primeros de cada grupo a la semifinal.
- Zona 2: estará conformada por tres grupo de los cuales clasificarán los tres primeros de cada grupo a la semifinal.

## Fase clasificatoria

### Grupo A
| Pos. | Equipos           | PJ | PG | PE | PP | GF | GC | Dif. | Pts. |
| ---- | ----------------- | -- | -- | -- | -- | -- | -- | ---- | ---- |
| 1.   | Formas Íntimas    | 10 | 9  | 1  | 0  | 77 | 7  | 70   | 28   |
| 2.   | Molino Viejo      | 10 | 8  | 0  | 2  | 34 | 19 | 15   | 24   |
| 3.   | Atlético Nacional | 10 | 6  | 0  | 4  | 19 | 23 | -4   | 18   |
| 4.   | Talentos Caldas   | 10 | 4  | 1  | 5  | 18 | 24 | -6   | 13   |
| 5.   | Nuevo Milenio     | 10 | 2  | 0  | 8  | 6  | 52 | -46  | 6    |
| 6.   | ASSC Colombia     | 10 | 0  | 0  | 10 | 1  | 30 | -29  | 0    |

- La hora de cada encuentro corresponde al huso horario que rige a Colombia (UTC-5)

| ASSC Colombia  | 0 : 1 | Talentos Caldas | Club de Tiro, Caza y Pesca   | 4 de junio | 12:00 |
| Formas Íntimas | 7 : 0 | Molino Viejo    | Unidad Deportivo de Castilla | 4 de junio | 14:00 |
| Atl. Nacional  | 1 : 0 | Nuevo Milenie   | Sede Deportiva, Guarne       | 5 de junio | 14:00 |

| Talentos Caldas | 0 : 4  | Atl. Nacional | Cancha del SENA Manizales       | 11 de junio | 12:00 |
| Formas Íntimas  | 15 : 0 | ASSC Colombia | Unidad Deportiva René Higuita   | 11 de junio | 18:00 |
| Molino Viejo    | 5 : 0  | Nuevo Milenio | Unidad Deportiva Andrés Escobar | 12 de junio | 08:00 |

| ASSC Colombia | 0 : 3 | Molino Viejo    | Estadio San José de Armenia | 18 de junio | 10:00 |
| Nuevo Milenio | 0 : 2 | Talentos Caldas | Estadio Cincuentenario      | 18 de junio | 14:00 |
| Atl. Nacional | 0 : 6 | Formas Íntimas  | Sede Deportiva, Guarne      | 18 de junio | 16:00 |

| ASSC Colombia  | 1 : 3  | Atl. Nacional   | Estadio San José              | 25 de junio | 16:00 |
| Formas Íntimas | 20 : 0 | Nuevo Milenio   | U.D. José René Higuita        | 25 de junio | 18:00 |
| Molino Viejo   | 4 : 1  | Talentos Caldas | U.D. Andrés Escobar, Medellín | 26 de junio | 08:00 |

| Atl. Nacional  | 1 : 5 | Molino Viejo   | Sede Deportiva, Guarne                          | 2 de julio | 15:00 |
| Talento Caldas | 2 : 2 | Formas Íntimas | Esc. Carabineros Alejandro Gutiérrez, Manizales | 2 de julio | 16:00 |
| Nuevo Milenio  | 3 : 0 | ASSC Colombia  | Estadio Cincuentenario, Medellín                | 3 de julio | 16:00 |

| Molino Viejo    | 2 : 8 | Formas Íntimas    | Unidad Dtva. Andrés Escobar, Medellín           | 9 de julio  | 08:00 |
| Talentos Caldas | 1 : 0 | ASSC Colombia     | Esc. Carabineros Alejandro Gutiérrez, Manizales | 9 de julio  | 16:00 |
| Nuevo Milenio   | 0 : 2 | Atlético Nacional | Estadio Cincuentenario, Medellín                | 10 de julio | 16:00 |

| ASSC Colombia | 0 : 1 | Formas Íntimas | Club de Tiro, Caza y Pesca, Armenia | 13 de julio | 00:00 |
| Atl. Nacional | 5 : 4 | Talento Caldas | Sede Deportiva, Guarne              | 17 de julio | 09:00 |
| Nuevo Milenio | 0 : 6 | Molino Viejo   | Estadio Cincuentenario, Medellín    | 17 de julio | 16:00 |

| Molino Viejo    | 1 : 0 | ASSC Colombia | Campo Amor n.º 1, Medellín                      | 21 de julio | 00:00 |
| Talentos Caldas | 4 : 2 | Nuevo Milenio | Esc. Carabineros Alejandro Gutiérrez, Manizales | 23 de julio | 12:00 |
| Formas Íntimas  | 3 : 1 | Atl. Nacional | Unidad Deportiva Castilla, Medellín             | 23 de julio | 16:00 |

| Atl. Nacional   | 1 : 0  | ASSC Colombia  | Sede Deportiva, Guarne                          | 27 de julio | 00:00 |
| Nuevo Milenio   | 0 : 12 | Formas Íntimas | Estadio Cincuentenario, Medellín                | 30 de julio | 12:00 |
| Talentos Caldas | 1 : 4  | Molino Viejo   | Esc. Carabineros Alejandro Gutiérrez, Manizales | 31 de julio | 10:00 |

| ASSC Colombia  | 0 : 1 | Nuevo Milenio   | Club de Tiro y Caza, Armenia              | 3 de agosto  | 00:00 |
| Molino Viejo   | 4 : 1 | Atl. Nacional   | Unidad Deportiva Andres Escobar, Medellín | 6 de agosto  | 20:00 |
| Formas Íntimas | 3 : 2 | Talentos Caldas | Cancha Belen n.º 1, Medellín              | 13 de agosto | 20:00 |

### Grupo B
| Pos. | Equipos                  | PJ | PG | PE | PP | GF | GC | Dif. | Pts. |
| ---- | ------------------------ | -- | -- | -- | -- | -- | -- | ---- | ---- |
| 1.   | Generaciones Palmiranas  | 8  | 5  | 3  | 0  | 18 | 5  | 13   | 18   |
| 2.   | Orsomarso Sportivo Clube | 8  | 4  | 2  | 2  | 12 | 9  | 3    | 14   |
| 3.   | Esc. Carlos Sarmiento    | 8  | 4  | 1  | 3  | 12 | 9  | 3    | 13   |
| 4.   | Independiente de fútbol  | 8  | 2  | 0  | 6  | 7  | 18 | -11  | 6    |
| 5.   | Independiente Popayán    | 8  | 1  | 2  | 5  | 9  | 16 | -7   | 5    |

- La hora de cada encuentro corresponde al huso horario que rige a Colombia (UTC-5)

| Generaciones Palmiranas | 3 : 0 | Independiente  | Estadio Francisco Rivera Escobar | 6 de junio | 12:00 |
| Carlos Sarmiento        | 4 : 1 | Indep. Popayán |                                  | 6 de julio | 15:00 |

| Independiente | 1 : 5 | Carlos Sarmiento        | Estadio Doce de Octubre | 11 de junio | 15:00 |
| Orsomarso SC  | 0 : 3 | Generaciones Palmiranas | Cancha Inder Palmira    | 11 de junio | 15:00 |

| Indep. Popayán   | 2 : 3 | Independiente | Estadio Ciro López       | 18 de junio | 11:30 |
| Carlos Sarmiento | 2 : 0 | Orsomarso SC  | Sede Pan de Azúcar, Cali | 18 de junio | 15:00 |

| Orsomarso SC    | 1 : 1 | Indep. Popayán   | Cancha Imder n.º 2, Palmira | 25 de junio | 15:30 |
| Gen. Palmiranas | 4 : 0 | Carlos Sarmiento | Cancha n.º 1 Imder, Palmira | 26 de junio | 15:30 |

| Independiente  | 0 : 1 | Orsomarso SC    | Canchas Deportes Tuluá, Tuluá | 2 de julio | 11:00 |
| Indep. Popayán | 2 : 2 | Gen. Palmiranas | Estadio Ciro López, Popayán   | 2 de julio | 11:30 |

| Indep. Popayán | 2 : 0 | Carlos Sarmiento | Estadio Ciro López, Popayán    | 9 de julio | 10:30 |
| Independiente  | 0 : 1 | Gen. Palmiranas  | Estadio Doce de Octubre, Tuluá | 9 de julio | 15:00 |

| Carlos Sarmiento | 1 : 0 | Independiente | Sede Deportiva Pan de Ázucar, Cali        | 16 de julio | 13:30 |
| Gen. Palmiranas  | 3 : 3 | Orsomarso SC  | Estadio Francisco Rivera Escobar, Palmira | 16 de julio | 15:00 |

| Independiente | 3 : 1 | Indep. Popayán   | Estadioo Doce de Octubre, Tuluá           | 23 de julio | 11:00 |
| Orsomarso SC  | 1 : 0 | Carlos Sarmiento | Estadio Francisco Rivera Escobar, Palmira | 3 de agosto | 12:00 |

| Indep. Popayán   | 0 : 2 | Orsomarso SC    | Estadio Ciro López, Popayán        | 30 de julio | 10:45 |
| Carlos Sarmiento | 0 : 0 | Gen. Palmiranas | Sede Deportivo Pan de Ázucar, Cali | 30 de julio | 15:00 |

| Orsomarso SC    | 4 : 0 | Independiente  | Inder Cancha n.º 2, Palmira     | 6 de agosto | 14:00 |
| Gen. Palmiranas | 2 : 0 | Indep. Popayán | Estadio Municipal de Candelaria | 6 de agosto | 16:00 |

### Grupo C
| Pos. | Equipos                     | PJ | PG | PE | PP | GF | GC | Dif. | Pts. |
| ---- | --------------------------- | -- | -- | -- | -- | -- | -- | ---- | ---- |
| 1.   | Soccer Future Santa Fe      | 14 | 11 | 3  | 0  | 59 | 5  | 54   | 36   |
| 2.   | Universidad Sergio Arboleda | 14 | 8  | 4  | 2  | 42 | 12 | 30   | 28   |
| 3.   | Bacata F.C.                 | 14 | 7  | 2  | 5  | 23 | 12 | 11   | 23   |
| 4.   | Los Profesionales           | 14 | 6  | 5  | 3  | 28 | 19 | 9    | 23   |
| 5.   | Scorptiva                   | 14 | 5  | 1  | 8  | 26 | 37 | -11  | 16   |
| 6.   | City Football               | 14 | 4  | 4  | 6  | 18 | 33 | -17  | 16   |
| 7.   | Deportivo Meta              | 14 | 4  | 1  | 9  | 17 | 33 | -16  | 13   |
| 8.   | Ángeles F.C.                | 14 | 1  | 0  | 13 | 7  | 69 | -62  | 3    |

- La hora de cada encuentro corresponde al huso horario que rige a Colombia (UTC-5)

| Los Profesionales  | 0 : 3 | Scorptiva      |                                     | 21 de mayo | 15:00 |
| U. Sergio Arboleda | 1 : 1 | Soccer Future  | Universidad Sergio Arboleda         | 22 de mayo | 11:00 |
| Ángeles F.C.       | 0 : 6 | Bacata F.C.    | Estadio Luis Carlos Galán Sarmiento | 22 de mayo | 12:00 |
| City Football      | 3 : 0 | Deportivo Meta | Club Oficiales de la Policía        |            |       |

| Soccer Future     | 12 : 0 | Ángeles F.C.       | Sede Deportiva Santa Fe            | 29 de mayo | 10:00 |
| Bacata F.C.       | 1 : 1  | City Football      | Arrayanes n.º 2                    | 29 de mayo | 12:00 |
| Scorptiva         | 0 : 2  | Deportivo Meta     | Parque Metropolitano San Cristóbal | 29 de mayo | 12:00 |
| Los Profesionales | 2 : 2  | U. Sergio Arboleda | Estadio La Independencia           | 29 de mayo | 15:00 |

| Ángeles F.C.       | 2 : 4 | Los Profesionales | Polideportivo Compartir      | 4 de junio | 13:00 |
| Deportivo Meta     | 1 : 1 | Bacata F.C.       | Estadio Manuel Calle Lombana | 4 de junio | 14:00 |
| U. Sergio Arboleda | 7 : 0 | Scorptiva         | Universidad Sergio Arboleda  | 5 de junio | 11:00 |
| City Football      | 0 : 9 | Soccer Future     | Club Oficiales de la Policía | 5 de junio | 13:00 |

| Los Profesionales  | 1 : 1 | City Football  | Juan de Castellanos                | 11 de junio | 15:00 |
| Scorptiva          | 1 : 3 | Bacata F.C.    | Parque Metropolitano San Cristóbal | 12 de junio | 10:00 |
| Soccer Future      | 4 : 1 | Deportivo Meta | Sede Deportiva Santa Fe            | 12 de junio | 11:00 |
| U. Sergio Arboleda | 7 : 0 | Ángeles F.C.   | Universidad Sergio Arboleda        | 12 de junio | 11:00 |

| Ángeles F.C.   | 1 : 4 | Scorptiva          | Cancha Compartir, Bogotá                    | 18 de junio | 10:00 |
| Deportivo Meta | 1 : 4 | Los Profesionales  | Estadio Manuel Calle Lombana, Villavicencio | 18 de junio | 12:00 |
| City Football  | 1 : 1 | U. Sergio Arboleda | Club Oficiales de la Policía                | 19 de junio | 13:00 |
| Bacata F.C.    | 0 : 2 | Soccer Future      | Cancha La Morena                            | 19 de junio | 14:00 |

| Ángeles F.C.       | 1 : 4 | City Football  | Polideportivo Compartir             | 25 de junio | 10:00 |
| Los Profesionales  | 1 : 0 | Bacata F.C.    | Seminario Mayor, Tunja              | 25 de junio | 15:00 |
| Scorptiva          | 0 : 7 | Soccer Future  | Parque San Cristóbal, Bogotá        | 26 de junio | 10:00 |
| U. Sergio Arboleda | 4 : 0 | Deportivo Meta | Universidad Sergio Arboleda, Bogotá | 26 de junio | 11:00 |

| City Football  | 1 : 0 | Scorptiva          | Club Oficiales de la Policía, Bogotá        | 2 de julio | 12:00 |
| Soccer Future  | 1 : 1 | Los Profesionales  | Sede Deportiva Santa Fe, Tenjo              | 3 de julio | 11:00 |
| Bacata F.C.    | 0 : 2 | U. Sergio Arboleda | Universidad del Bosque, Bogotá              | 3 de julio | 12:00 |
| Deportivo Meta | 6 : 0 | Ángeles F.C.       | Estadio Manuel Calle Lombana, Villavicencio | 3 de julio | 14:00 |

| Scorptiva      | 1 : 4 | Los Profesionales  | Parque San Cristóbal Sur, Bogotá            | 10 de julio | 10:00 |
| Deportivo Meta | 2 : 1 | City Football      | Estadio Manuel Calle Lombana, Villavicencio | 10 de julio | 12:00 |
| Soccer Future  | 2 : 0 | U. Sergio Arboleda | Sede Deportiva Santa Fe, Tenjo              | 10 de julio | 12:00 |
| Bacata F.C.    | 4 : 0 | Ángeles F.C.       | Arrayanes n.º 2, Bogotá                     | 10 de julio | 14:00 |

| Ángeles F.C.       | 0 : 6 | Soccer Future     | Cancha Sintética Compartir, Soacha          | 17 de julio | 10:00 |
| City Football      | 0 : 1 | Bacata F.C.       | Club Oficiales de Policía, Bogotá           | 17 de julio | 12:00 |
| Deportivo Meta     | 0 : 3 | Scorptiva         | Estadio Manuel Calle Lombana, Villavicencio | 17 de julio | 14:00 |
| U. Sergio Arboleda | 1 : 1 | Los Profesionales | Universidad Sergio Arboleda, Bogotá         | 20 de julio | 11:00 |

| Los Profesionales | 5 : 0 | Ángeles F.C.       | Juanchos Club, Tunja             | 23 de julio | 15:00 |       |
| Scorptiva         | 1 : 5 | U. Sergio Arboleda | Parque San Cristóbal Sur, Bogotá | 24 de julio | 10:00 |       |
| Soccer Future     | 4 : 0 | City Football      | Sede Deportiva Santa Fe, Tenjo   | 24 de julio | 10:00 | 10:00 |
| Bacata F.C.       | 3 : 0 | Deportivo Meta     | Club Casamata, Bogotá            | 24 de julio | 15:00 |       |

| Ángeles F.C.   | 0 : 5 | U. Sergio Arboleda | Polideportivo Compartir, Soacha             | 30 de julio | 10:00 |
| City Football  | 2 : 2 | Los Profesionales  | Club Oficiales de Policía, Bogotá           | 30 de julio | 12:00 |
| Deportivo Meta | 0 : 3 | Soccer Future      | Estadio Manuel Calle Lombana, Villavicencia | 30 de julio | 14:00 |
| Bacata F.C.    | 3 : 1 | Scorptiva          | Club Casamata, Bogotá                       | 31 de julio | 12:30 |

| Los Profesionales  | 4 : 2 | Deportivo Meta | Juanchos Club, Tunja                | 6 de agosto | 11:00 |
| Scorptiva          | 4 : 0 | Ángeles F.C.   | Parque San Cristóbal Sur, Bogotá    | 7 de agosto | 10:00 |
| Soccer Future      | 1 : 0 | Bacata F.C.    | Sede Deportiva Santa Fe, Tenjo      | 7 de agosto | 10:00 |
| U. Sergio Arboleda | 4 : 0 | City Football  | Universidad Sergio Arboleda, Bogotá | 7 de agosto | 10:00 |

| Deportivo Meta | 2 : 1 | U. Sergio Arboleda | Estadio Manuel Calle Lombana, Villavicencio | 13 de agosto | 14:00 |
| Soccer Future  | 2 : 2 | Scorptiva          | Sede Deportiva Santa Fe, Tenjo              | 14 de agosto | 10:00 |
| City Football  | 2 : 1 | Ángeles F.C.       | Club Ofinales Policía, Bogotá               | 14 de agosto | 12:00 |
| Bacata F.C.    | 1 : 0 | Los Profesionales  | Club Casamata, Bogotá                       | 14 de agosto | 12:30 |

| Ángeles F.C.       | 2 : 0 | Deportivo Meta | Cancha Sintética Compartir, Bogotá  | 20 de agosto | 12:00 |
| Los Profesionales  | 0 : 3 | Soccer Future  | Juanchos Club, Tunja                | 20 de agosto | 13:00 |
| Scorptiva          | 6 : 2 | City Football  | Parque San Cristóbal, Bogotá        | 21 de agosto | 10:00 |
| U. Sergio Arboleda | 2 : 0 | Bacata F.C.    | Universidad Sergio Arboleda, Bogotá | 21 de agosto | 11:00 |

### Grupo D
| Pos. | Equipos                  | PJ | PG | PE | PP | GF | GC | Dif. | Pts. |
| ---- | ------------------------ | -- | -- | -- | -- | -- | -- | ---- | ---- |
| 1.   | Verdolagas Bogotá        | 12 | 9  | 2  | 1  | 32 | 10 | 22   | 29   |
| 2.   | Real Pasión FC           | 12 | 9  | 1  | 2  | 30 | 16 | 14   | 28   |
| 3.   | Talento Tolimense        | 12 | 6  | 1  | 5  | 24 | 12 | 12   | 19   |
| 4.   | Gol Star "C"             | 12 | 5  | 0  | 7  | 17 | 18 | -1   | 15   |
| 5.   | Ipanema F.C.             | 12 | 3  | 5  | 4  | 18 | 16 | 2    | 14   |
| 6.   | Deportivo Sanpas         | 12 | 4  | 2  | 6  | 16 | 22 | -6   | 14   |
| 7.   | Real Academia Colombiana | 12 | 0  | 1  | 11 | 8  | 51 | -43  | 1    |

- La hora de cada encuentro corresponde al huso horario que rige a Colombia (UTC-5)

| Real Pasión   | 4 : 0 | Verdolagas Bogotá | Estadio Municipal de Funza | 21 de mayo | 10:00 |
| Real Academia | 0 : 7 | Deportivo Sanpas  | Manzover Autonorte         | 22 de mayo | 10:00 |
| Ipanema FC    | 1 : 2 | Gol Star          | Parque Atahualpa           | 23 de mayo | 16:00 |

| Talento Tolimense | 0 : 3 | Ipanema FC       | Estadio Manuel Murillo Toro  | 28 de mayo | 12:00 |
| Verdolagas Bogotá | 4 : 0 | Deportivo Sanpas | Cancha Xcoli n.º 9           | 29 de mayo | 15:00 |
| Gol Star          | 3 : 1 | Real Academia    | Parque Estadio Olaya Herrera | 30 de mayo | 16:00 |

| Deportivo Sanpas | 2 : 1 | Gol Star          | Cancha San Antonio             | 4 de junio | 13:00 |
| Ipanema FC       | 3 : 3 | Real Pasión       | Cancha Compensar Lateral n.º 2 | 5 de junio | 18:00 |
| Real Academia    | 0 : 7 | Talento Tolimense | Cancha Boyacá Real             | 6 de junio | 12:00 |

| Real Pasión       | 4 : 2 | Real Academia    | Estadio Municipal de Funza  | 11 de junio | 09:00 |
| Talento Tolimense | 4 : 0 | Deportivo Sanpas | Estadio Manuel Murillo Toro | 12 de junio | 12:00 |
| Verdolagas Bogotá | 2 : 1 | Gol Star         | Cancha Xcoli n.º 7          | 12 de junio | 16:00 |

| Deportivo Sanpas | 1 : 3 | Real Pasión       | Cancha San Antonio | 18 de junio | 12:00 |
| Ipanema FC       | 2 : 3 | Verdolagas Bogotá | Club Real Boyacá   | 19 de junio | 10:00 |
| Gol Star         | 1 : 0 | Talento Tolimense | Arrayanes n.º 2    | 19 de junio | 14:00 |

| Real Pasión       | 3 : 2 | Gol Star          | Estadio Municipal de Funza | 26 de junio | 10:00 |
| Verdolagas Bogotá | 2 : 1 | Talento Tolimense | Cancha Xcoli n.º 8, Bogotá | 26 de junio | 16:00 |
| Ipanema FC        | 4 : 0 | Real Academia     | Club Real Boyacá, Tunja    | 26 de junio | 16:00 |

| Talento Tolimense | 1 : 2 | Real Pasión       | Estadio Municipal de Alvarado | 2 de julio | 12:00 |
| Deportivo Sanpas  | 1 : 1 | Ipanema FC        | Cancha San Antonio, Tunja     | 4 de julio | 11:00 |
| Real Academia     | 0 : 9 | Verdolagas Bogotá | Manzover Autonorte, Bogotá    | 4 de julio | 12:00 |

| Deportivo Sanpas  | 2 : 1 | Real Academia | Cancha San Antonio, Tunja  | 9 de julio  | 13:00 |
| Gol Star          | 2 : 0 | Ipanema FC    | Cancha La Morena, Bogotá   | 10 de julio | 16:00 |
| Verdolagas Bogotá | 2 : 0 | Real Pasión   | Cancha Xcoli n.º 9, Bogotá | 10 de julio | 16:00 |

| Deportivo Sanpas | 0 : 3 | Verdolagas Bogotá | Cancha San Antonio, Tunja  | 16 de julio | 15:00 |
| Ipanema FC       | 2 : 1 | Talento Tolimense | Club Real Boyacá, Bogotá   | 16 de julio | 14:00 |
| Real Academia    | 3 : 4 | Gol Star          | Manzover Autonorte, Bogotá | 17 de julio | 12:00 |

| Real Pasión       | 2 : 0 | Ipanema FC       | Estadio Municipal de Funza        | 23 de julio | 11:00 |
| Talento Tolimense | 3 : 0 | Real Academia    | Polideportivo David Arce, Payande | 23 de julio | 12:00 |
| Gol Star          | 0 : 1 | Deportivo Sanpas | Cancha Xcoli n.º 4, Bogotá        | 24 de julio | 16:00 |

| Deportivo Sanpas | 1 : 2 | Talento Tolimense | Cancha San Antonio, Tunja  | 30 de julio | 13:00 |
| Real Academia    | 0 : 3 | Real Pasión       | Manzoner, Bogotá           | 31 de julio | 15:00 |
| Gol Star         | 0 : 1 | Verdolagas Bogotá | Cancha Xcoli n.º 4, Bogotá | 1 de agosto | 16:00 |

| Real Pasión       | 3 : 1 | Deportivo Sanpas | Campos Villas del Sol, Funza      | 6 de agosto | 14:00 |
| Talento Tolimense | 1 : 0 | Gol Star         | Polideportivo David Arce, Payande | 7 de agosto | 12:00 |
| Verdolagas Bogotá | 1 : 1 | Ipanema FC       | Cancha Xcoli n.º 7, Bogotá        | 7 de agosto | 16:00 |

| Talento Tolimense | 1 : 1 | Verdolagas Bogotá | Polideportivo David Arce, Payande | 14 de agosto | 12:00 |
| Gol Star          | 1 : 3 | Real Pasión       | Cancha Xcoli n.º 3, Bogotá        | 14 de agosto | 14:00 |
| Real Academia     | 1 : 1 | Ipanema FC        | Cancha Real Boyacá, Bogotá        | 15 de agosto | 10:00 |

| Real Pasión       | 0 : 3 | Talento Tolimense | Estadio Municipal de Funza | 20 de agosto | 12:00 |
| Verdolagas Bogotá | 4 : 0 | Real Academia     | Cancha Xcoli n.º 7, Bogotá | 21 de agosto | 12:00 |
| Ipanema FC        | 0 : 0 | Deportivo Sanpas  | Club Real Boyacá, Tunja    | 21 de agosto | 14:00 |

### Grupo E
| Pos. | Equipos          | PJ | PG | PE | PP | GF | GC | Dif. | Pts. |
| ---- | ---------------- | -- | -- | -- | -- | -- | -- | ---- | ---- |
| 1.   | Gol Star         | 14 | 11 | 3  | 0  | 46 | 5  | 41   | 36   |
| 2.   | Kamatsa F.C.     | 14 | 11 | 0  | 3  | 35 | 8  | 27   | 33   |
| 3.   | Kapital F.C.     | 14 | 10 | 2  | 2  | 44 | 15 | 29   | 32   |
| 4.   | CM Asteri        | 14 | 7  | 1  | 6  | 22 | 20 | 2    | 22   |
| 5.   | Sport Colombia   | 14 | 5  | 1  | 8  | 22 | 29 | -7   | 16   |
| 6.   | FunCode F.C.     | 14 | 5  | 1  | 8  | 17 | 23 | -6   | 16   |
| 7.   | Nueva Generación | 14 | 2  | 0  | 12 | 13 | 50 | -43  | 6    |
| 8.   | Fair Play        | 14 | 1  | 0  | 13 | 4  | 51 | -47  | 3    |

- La hora de cada encuentro corresponde al huso horario que rige a Colombia (UTC-5)

| Fair Play      | 0 : 3 | CM Asteri        | Seminario Menor de Bogotá    | 22 de mayo | 12:00 |
| Kamatsa FC     | 2 : 0 | Kapital FC       | Estadio Manuel Calle Lombana | 22 de mayo | 12:00 |
| Gol Star       | 0 : 3 | FunCode          | Arrayanes n.º 2              | 22 de mayo | 12:00 |
| Sport Colombia | 0 : 4 | Nueva Generación | Arrayanes n.º 2              | 22 de mayo | 16:00 |

| FunCode          | 1 : 4 | CM Asteri      | Parque Guaymaral             | 28 de mayo  | 14:00 |
| Kamatsa FC       | 2 : 0 | Fair Play      | Estadio Manuel Calle Lombana | 29 de mayo  | 16:00 |
| Gol Star         | 4 : 1 | Sport Colombia | Cancha La Morena             | 30 de junio | 10:00 |
| Nueva Generación | 0 : 3 | Kapital FC     | Cacique Tundama              | 30 de junio | 13:00 |

| CM Asteri      | 0 : 2 | Kamatsa FC       | Cancha Xcoli n.º 18     | 5 de junio | 10:00 |
| Fair Play      | 2 : 1 | Nueva Generación | Club Retiro de San Juan | 5 de junio | 15:00 |
| Kapital FC     | 1 : 1 | Gol Star         | Cancha La Aurora        | 6 de junio | 16:00 |
| Sport Colombia | 1 : 1 | FunCode          | Arrayanes n.º 2         | 6 de junio | 16:00 |

| Nueva Generación | 0 : 2 | CM Asteri  | Cacique Tundama         | 12 de junio | 14:00 |
| Gol Star         | 3 : 0 | Fair Play  | Parque Guaymaral        | 12 de junio | 15:00 |
| FunCode          | 0 : 3 | Kamatsa FC | Club Retiro de San Juan | 12 de junio | 15:00 |
| Sport Colombia   | 3 : 4 | Kapital FC | Arrayanes n.º 2         | 12 de junio | 16:00 |

| Kapital FC | 1 : 0 | FunCode          | Sede Deportiva La Equidad    | 18 de junio | 14:00 |
| Kamatsa FC | 4 : 0 | Nueva Generación | Estadio Manuel Calle Lombana | 18 de junio | 14:00 |
| Fair Play  | 0 : 2 | Sport Colombia   | Club Retiro de San Juan      | 19 de junio | 10:00 |
| CM Asteri  | 0 : 4 | Gol Star         | Cancha Xcoli n.º 8           | 19 de junio | 16:00 |

| FunCode        | 4 : 2 | Nueva Generación | Parque Guaymaral, Bogotá   | 25 de junio | 12:00 |
| Sport Colombia | 1 : 2 | CM Asteri        | Cancha La Morena, Bogotá   | 25 de junio | 14:00 |
| Kapital FC     | 6 : 0 | Fair Play        | Sede Deportiva La Equidad  | 26 de junio | 12:00 |
| Gol Star       | 3 : 1 | Kamatsa FC       | Cancha Xcoli n.º 4, Bogotá | 26 de junio | 14:00 |

| Fair Play        | 0 : 1 | FunCode    | Club Retiro San Juan, Bogotá     | 2 de julio | 08:00 |
| Nueva Generación | 0 : 4 | Gol Star   | Estadio Cacique Tundama, Duitama | 2 de julio | 11:00 |
| CM Asteri        | 1 : 2 | Kapital FC | Estadio Servita, Bogotá          | 2 de julio | 13:00 |
| Sport Colombia   | 0 : 1 | Kamatsa FC | Arrayanes n.º 2, Bogotá          | 2 de julio | 14:00 |

| FunCode          | 0 : 1 | Gol Star       | Parque Guaymaral, Bogotá        | 9 de julio  | 13:00 |
| Nueva Generación | 2 : 4 | Sport Colombia | Estadio Cacique Tundam, Duitama | 9 de julio  | 14:00 |
| Kapital FC       | 3 : 2 | Kamatsa FC     | Sede Equidad Seguros, Bogotá    | 10 de julio | 10:00 |
| CM Asteri        | 2 : 0 | Fair Play      | Estadio Servita, Bogotá         | 10 de julio | 13:00 |

| Fair Play      | 0 : 6 | Kamatsa FC       | Club Retiro San Juan, Bogotá | 16 de julio  | 12:00 |
| CM Asteri      | 1 : 2 | FunCode          | Estadio Servita, Bogotá      | 17 de julio  | 13:00 |
| Sport Colombia | 0 : 1 | Gol Star         | Arrayanes n.º 2, Bogotá      | 17 de julio  | 14:00 |
| Kapital FC     | 6 : 1 | Nueva Generación | Estadio La Aurora, Bogotá    | 15 de agosto | 12:00 |

| FunCode          | 1 : 2 | Sport Colombia | Parque Guaymaral, Bogotá                    | 23 de julio | 13:00 |
| Nueva Generación | 3 : 0 | Fair Play      | Estadio Cacique Tundama, Duitama            | 23 de julio | 13:00 |
| Gol Star         | 1 : 1 | Kapital FC     | Cancha Xcoli n.º 4, Bogotá                  | 24 de juLio | 12:00 |
| Kamatsa FC       | 2 : 1 | CM Asteri      | Estadio Manuel Calle Lombana, Villavicencio | 24 de juLio | 12:00 |

| CM Asteri  | 3 : 0 | Nueva Generación | Estadio Servita, Bogotá                     | 30 de julio | 13:25 |
| Kapital FC | 2 : 3 | Sport Colombia   | Sede Deportiva Equidad, Bogotá              | 30 de julio | 14:00 |
| Fair Play  | 0 : 7 | Gol Star         | Cancha La Morena Auxiliar, Bogotá           | 30 de julio | 14:00 |
| Kamatsa FC | 3 : 1 | FunCode          | Estadio Manuel Calle Lombana, Villavicencio | 31 de julio | 16:00 |

| FunCode          | 1 : 2 | Kapital FC | Parque Guaymaral, Bogotá   | 6 de agosto | 13:00 |
| Gol Star         | 1 : 1 | CM Asteri  | Cancha Xcoli n.º 3, Bogotá | 7 de julio  | 12:00 |
| Nueva Generación | 0 : 3 | Kamatsa FC | Estadio Municipal de Belén | 7 de julio  | 15:00 |
| Sport Colombia   | 4 : 2 | Fair Play  | Arrayanes n.º 2, Bogotá    | 16:00       |       |

| Fair Play        | 0 : 9 | Kapital FC     | Cancha Xcoli n.º 5, Bogotá                  | 13 de agosto | 08:00 |
| Nueva Generación | 0 : 3 | FunCode        | Parque Guaymaral, Bogotá                    | 13 de agosto | 12:00 |
| CM Asteri        | 2 : 1 | Sport Colombia | Estadio Servita, Bogotá                     | 13 de agosto | 13:00 |
| Kamatsa FC       | 0 : 1 | Gol Star       | Estadio Manuel Calle Lombana, Villavicencio | 14 de agosto | 11:00 |

| FunCode    | 2 : 0  | Fair Play        | Parque Guaymaral, Bogotá                    | 20 de agosto | 13:00 |
| Gol Star   | 12 : 0 | Nueva Generación | Cancha Xcoli n.º 4, Bogotá                  | 21 de agosto | 12:00 |
| Kapital FC | 4 : 0  | CM Asteri        | Sede Deportiva Equidad, Bogotá              | 21 de agosto | 14:00 |
| Kamatsa FC | 3 : 0  | Sport Colombia   | Estadio Manuel Calle Lombana, Villavicencio | 21 de agosto | 16:00 |

### Grupo F
| Pos. | Equipos                 | PJ | PG | PE | PP | GF | GC | Dif. | Pts. |
| ---- | ----------------------- | -- | -- | -- | -- | -- | -- | ---- | ---- |
| 1.   | Elite F.C.              | 10 | 8  | 1  | 1  | 32 | 6  | 26   | 25   |
| 2.   | Talentos F.C.           | 10 | 6  | 1  | 3  | 24 | 13 | 11   | 19   |
| 3.   | Expreso Colombia Caribe | 10 | 6  | 0  | 4  | 26 | 10 | 16   | 18   |
| 4.   | Cordeajax               | 10 | 5  | 1  | 4  | 24 | 19 | 5    | 16   |
| 5.   | Real Bucaramanga        | 10 | 2  | 0  | 8  | 5  | 40 | -35  | 6    |
| 6.   | Bechara F.C.            | 10 | 1  | 1  | 8  | 5  | 25 | -20  | 4    |

- La hora de cada encuentro corresponde al huso horario que rige a Colombia (UTC-5)

| Talentos F.C.    | 1 : 2 | Expreso Colombia | Estadio Benjamín Herrera   | 5 de junio | 10:00 |
| Real Bucaramanga | 0 : 4 | Cordeajax        | Estadio Alfonso López      | 6 de junio | 10:00 |
| Elite F.C.       | 5 : 0 | Bechara F.C.     | Estadio Julia Turbay Zamur | 6 de junio | 13:00 |

| Bechara F.C.     | 0 : 2 | Talentos F.C.    | Cancha Los Calamares     | 11 de junio | 10:00 |
| Expreso Colombia | 3 : 1 | Real Bucaramanga | Estadio Romelio Martínez | 12 de junio | 14:00 |
| Cordeajax        | 0 : 2 | Elite F.C.       | Cancha La Palma          | 12 de junio | 15:00 |

| Bechara FC    | 0 : 2 | Cordeajax        | Cancha San Fernando      | 18 de junio | 12:00 |
| Elite F.C.    | 1 : 0 | Expreso Colombia | Estadio Benjamín Herrera | 19 de junio | 13:00 |
| Talentos F.C. | 6 : 1 | Real Bucaramanga | Estadio Benjamín Herrera | 19 de junio | 15:00 |

| Expreso Colombia | 5 : 2 | Bechara FC | Estadio Municipal de Puerto Colombia | 25 de junio | 14:30 |
| Real Bucaramanga | 1 : 6 | Elite FC   | Estadio Alfonso López                | 25 de junio | 15:30 |
| Talentos FC      | 2 : 4 | Cordeajax  | Estadio Benjamín Herrera             | 26 de junio | 15:00 |

| Bechara FC | 0 : 1 | Real Bucaramanga | Cancha San Fernando, Cartagena | 2 de julio | 12:00 |
| Cordeajax  | 2 : 1 | Expreso Colombia | Cancha La Palma, Montería      | 2 de julio | 14:00 |
| Elite FC   | 2 : 2 | Talentos FC      | Cancha San Fernando, Cartagena | 4 de julio | 10:00 |

| Cordeajax        | 9 : 0 | Real Bucaramanga | Cancha La Palma, Montería              | 4 de julio  | 09:00 |
| Bechara FC       | 0 : 5 | Elite FC         | Cancha San Fernando, Cartagena         | 9 de julio  | 12:00 |
| Expreso Colombia | 1 : 2 | Talentos FC      | Estadio Romelio Martínez, Barranquilla | 10 de julio | 14:00 |

| Elite F.C.       | 5 : 1 | Cordeajax        | Estadio Julia Turbay Zamur, El Carmen | 16 de julio | 11:30 |
| Real Bucaramanga | 0 : 6 | Expreso Colombia | Estadio Alfonso López, Bucaramanga    | 17 de julio | 10:00 |
| Talentos F.C.    | 2 : 0 | Bechara F.C.     | Estadio Benjamin Herrera, Arjona      | 17 de julio | 15:00 |

| Cordeajax        | 1 : 1 | Bechara FC    | Cancha La Palma, Montería              | 23 de julio | 15:00 |
| Real Bucaramanga | 0 : 3 | Talentos F.C. | Estadio Alfonso López, Bucaramanga     | 24 de julio | 10:00 |
| Expreso Colombia | 1 : 0 | Elite F.C.    | Estadio Romelio Martínez, Barranquilla | 24 de julio | 14:00 |

| Bechara FC | 2 : 1 | Expreso Colombia | Cancha San Fernando, Cartagena   | 30 de julio | 12:00 |
| Cordeajax  | 0 : 3 | Talentos FC      | Cancha La Palma, Montería        | 31 de julio | 15:00 |
| Elite FC   | 3 : 0 | Real Bucaramanga | Estadio Benjamín Herrera, Arjona | 31 de julio | 15:00 |

| Real Bucaramanga | 1 : 0 | Bechara FC | Estadio Alfonso López, Bucaramanga     | 6 de agosto | 15:30 |
| Expreso Colombia | 5 : 0 | Cordeajax  | Estadio Romelio Martínez, Barranquilla | 7 de agosto | 14:00 |
| Talentos FC      | 1 : 3 | Elite FC   | Estadio Benjamín Herrera, Arjona       | 7 de agosto | 16:00 |

### Grupo G
| Pos. | Equipos               | PJ | PG | PE | PP | GF | GC | Dif. | Pts. |
| ---- | --------------------- | -- | -- | -- | -- | -- | -- | ---- | ---- |
| 1.   | Botín de Oro          | 10 | 10 | 0  | 0  | 47 | 0  | 47   | 30   |
| 2.   | Real Santander        | 10 | 6  | 1  | 3  | 19 | 11 | 8    | 19   |
| 3.   | Estrellas del Deporte | 10 | 4  | 1  | 5  | 8  | 18 | -10  | 13   |
| 4.   | Villadimar            | 10 | 3  | 1  | 6  | 7  | 12 | -5   | 10   |
| 5.   | Barranqueña F.C.      | 10 | 2  | 2  | 6  | 4  | 30 | -26  | 8    |
| 6.   | Alianza Real          | 10 | 2  | 1  | 7  | 7  | 22 | -15  | 7    |

- La hora de cada encuentro corresponde al huso horario que rige a Colombia (UTC-5)

| Alianza Real   | 2 : 0 | Estrella del Deporte | Club Infantas Ecopetrol | 4 de junio  | 15:30 |
| Botín de Oro   | 3 : 0 | Barranqueña FC       | Cancha Marte            | 5 de junio  | 15:30 |
| Real Santander | 1 : 1 | Villadimar           | Estadio Alfonso López   | 29 de junio | 16:00 |

| Estrellas del Deporte | 0 : 5 | Botín de Oro   | Estadio General Santander | 11 de junio | 11:00 |
| Villadimar            | 1 : 0 | Alianza Real   | Estadio Gran Colombiano   | 11 de junio | 16:00 |
| Barranqueña FC        | 0 : 3 | Real Santander | Club Infantas Ecopetrol   | 12 de junio | 14:00 |

| Real Santander | 2 : 1 | Estrellas del Fútbol | Cancha Marte              | 19 de junio | 09:30 |
| Alianza Real   | 0 : 9 | Botín de Oro         | Cancha Tomacito Rodríguez | 19 de junio | 10:00 |
| Villadimar     | 4 : 0 | Barranqueña          | Estadio Grancolombiano    | 19 de junio | 16:00 |

| Estrellas del Deportes | 2 : 0 | Villadimar     | Estadio General Santander | 25 de junio | 16:00 |
| Botín de Oro           | 5 : 0 | Real Santander | Cancha Marte              | 26 de junio | 07:30 |
| Alianza Real           | 0 : 1 | Barraqueña FC  | Cancha Tomacito Rodríguez | 26 de junio | 15:00 |

| Real Santander | 3 : 1 | Alianza Real          | Estadio Alfonso López, Bucaramanga          | 2 de julio | 10:00 |
| Villadimar     | 0 : 3 | Botín de Oro          | Estadio Grancolombiano, Villa del Rosario   | 3 de julio | 12:00 |
| Barranqueña FC | 1 : 1 | Estrellas del Deporte | Estadio Tomacino Rodríguez, Barrancabermeja | 3 de julio | 14:00 |

| Estrellas del Deporte | 2 : 0  | Alianza Real   | Estadio General Santander, Cúcuta           | 9 de julio  | 16:00 |
| Villadimar            | 1 : 0  | Real Santander | Maracana, Villa del Rosario                 | 10 de julio | 11:00 |
| Barranqueña FC        | 0 : 10 | Botín de Oro   | Estadio Tomacino Rodríguez, Barrancabermeja | 10 de julio | 14:00 |

| Real Santander | 6 : 0 | Barranqueña FC        | Cancha Marte, Bucaramanga                   | 16 de julio | 11:30 |
| Botín de Oro   | 6 : 0 | Estrellas del Deporte | Cancha Marte, Bucaramanga                   | 16 de julio | 15:30 |
| Alianza Real   | 3 : 0 | Villadimar            | Estadio Tomacino Rodríguez, Barrancabermeja | 16 de julio | 16:00 |

| Barranqueña FC        | 1 : 0 | Villadimar     | Estadio Tomacino Rodríguez, Barrancabermeja | 22 de julio | 14:00 |
| Estrellas del Deporte | 0 : 2 | Real Santander | Estadio General Santander, Cúcuta           | 23 de julio | 16:00 |
| Botín de Oro          | 3 : 0 | Alianza Real   | Cancha Marte, Bucaramanga                   | 24 de julio | 07:30 |

| Villadimar     | 0 : 1 | Estrellas del Deporte | Maracana, Villa del Rosario         | 27 de julio | 00:00 |
| Real Santander | 0 : 2 | Botín de Oro          | Cancha Marte, Bucaramanga           | 30 de julio | 17:30 |
| Barranqueña FC | 1 : 1 | Alianza Real          | Cancha La Floresta, Barrancabermeja | 31 de julio | 19:00 |

| Botín de Oro          | 1 : 0 | Villadimar     | Maracana, Villa del Rosario            | 3 de agosto | 00:00 |
| Estrellas del Deporte | 1 : 0 | Barranqueña FC | Estadio General Santander, Bucaramanga | 6 de agosto | 16:00 |
| Alianza Real          | 0 : 2 | Real Santander | Tomacino Rodríguez, Barrancabermeja    | 7 de agosto | 15:00 |

## Segunda fase

### Grupo 1
| Pos. | Equipos                 | PJ | PG | PE | PP | GF | GC | Dif. | Pts. |
| ---- | ----------------------- | -- | -- | -- | -- | -- | -- | ---- | ---- |
| 1.   | Botín de Oro            | 6  | 5  | 0  | 1  | 38 | 7  | 31   | 15   |
| 2.   | Molino Viejo            | 6  | 5  | 0  | 1  | 38 | 5  | 33   | 15   |
| 3.   | Expreso Colombia Caribe | 6  | 2  | 0  | 4  | 13 | 28 | -15  | 6    |
| 4.   | Estrellas del Deporte   | 6  | 0  | 0  | 6  | 5  | 54 | -49  | 0    |

- La hora de cada encuentro corresponde al huso horario que rige a Colombia (UTC-5)

| Botín de Oro       | 1 : 0 | Molino Viejo     | Cancha Marte, Bucaramanga         | 27 de agosto | 14:00 |
| Estrellas del Dep. | 1 : 3 | Expreso Colombia | Estadio General Santander, Cúcuta | 27 de agosto | 15:00 |

| Estrellas del Dep. | 1 : 9 | Molino Viejo  | Estadio General Santander, Cúcuta      | 28 de agosto    | 16:00 |
| Expreso Colombia   | 2 : 6 | Bontín de Oro | Estadio Roberto Melendez, Barranquilla | 4 de septiembre | 10:00 |

| Molino Viejo | 6 : 3 | Expreso Colombia   | Campo Amor n.º 2, Medellín        | 11 de septiembre | 16:00 |
| Botín de Oro | 9 : 0 | Estrellas del Dep. | Estadio General Santander, Cúcuta | 2 de octubre     | 10:00 |

| Expreso Colombia | 4 : 3 | Estrellas del Dep. | Cancha U. San Martín, Barranquilla | 18 de septiembre | 11:00 |
| Molino Viejo     | 4 : 0 | Bontín de Oro      | Campo Amor n.º 2, Medellín         | 18 de septiembre | 16:00 |

| Bontín de Oro | 7 : 1  | Expreso Colombia   | Cancha Marte, Bucaramanga  | 25 de septiembre} | 13:30 |
| Molino Viejo  | 14 : 0 | Estrellas del Dep. | Campo Amor n.º 2, Medellín | 25 de septiembre} | 16:00 |

| Botín de Oro     | 15 : 0 | Estrellas del Dep. | Estadio General Santander, Cúcuta          | 1 de octubre | 16:00 |
| Expreso Colombia | 0 : 5  | Molino Viejo       | Cancha Universidad del Norte, Barranquilla | 1 de octubre | 16:00 |

### Grupo 2
| Pos. | Equipos        | PJ | PG | PE | PP | GF | GC | Dif. | Pts. |
| ---- | -------------- | -- | -- | -- | -- | -- | -- | ---- | ---- |
| 1.   | Formas Íntimas | 6  | 6  | 0  | 0  | 39 | 3  | 36   | 18   |
| 2.   | Elite F.C.     | 6  | 4  | 0  | 2  | 12 | 7  | 5    | 12   |
| 3.   | Real Santander | 6  | 1  | 1  | 4  | 5  | 23 | -18  | 4    |
| 4.   | Talentos F.C.  | 6  | 0  | 1  | 5  | 3  | 26 | -23  | 1    |

- La hora de cada encuentro corresponde al huso horario que rige a Colombia (UTC-5)

| Talentos F.C.  | 0 : 2 | Elite F.C.     | Cancha San Fernando, Cartagena | 27 de agosto | 12:00 |
| Real Santander | 0 : 5 | Formas Íntimas | Unidad Deportivo de Castilla   | 28 de agosto | 16:00 |

| Elite F.C.    | 4 : 0  | Real Santander | Cancha San Fernando, Cartagena | 17 de septiembre | 10:00 |
| Talentos F.C. | 1 : 15 | Formas Íntimas | Cancha San Fernando, Cartagena | 17 de septiembre | 12:00 |

| Real Santander | 2 : 1 | Talentos F.C. | Estadio Álvaro Gómez Hurtado, Floridablanca | 24 de septiembre | 08:00 |
| Formas Íntimas | 4 : 0 | Elite F.C.    | Unidad Deportiva Castilla, Medellín         | 1 de octubre     | 12:00 |

| Elite F.C.     | 3 : 0  | Talentos F.C.  | Cancha San Fernando, Cartagena | 28 de septiembre | 14:00 |
| Formas Íntimas | 10 : 1 | Real Santander | Cancha Belen n.º 1, Medellín   | 28 de septiembre | 16:00 |

| Real Santander | 1 : 2 | Elite F.C.    | Estadio Álvaro Gómez Hurtado, Floridablanca | 25 de septiembre | 08:00 |
| Formas Íntimas | 3 : 0 | Talentos F.C. | Cancha Marte n.º 1, Medellín                | 2 de octubre     | 10:00 |

| Talentos F.C. | 1 : 1 | Real Santander | Cancha San Fernando, Cartagena | 18 de septiembre | 10:00 |
| Elite F.C.    | 1 : 2 | Formas Íntimas | Cancha San Fernando, Cartagena | 18 de septiembre | 12:00 |

### Grupo 3
| Pos. | Equipos                  | PJ | PG | PE | PP | GF | GC | Dif. | Pts. |
| ---- | ------------------------ | -- | -- | -- | -- | -- | -- | ---- | ---- |
| 1.   | Verdolagas Bogotá        | 6  | 3  | 1  | 2  | 12 | 7  | 5    | 10   |
| 2.   | Talento Tolimense        | 6  | 3  | 1  | 2  | 10 | 10 | 0    | 10   |
| 3.   | Kapital F.C.             | 6  | 3  | 1  | 2  | 9  | 8  | 1    | 10   |
| 4.   | Orsomarso Sportivo Clube | 6  | 1  | 1  | 4  | 6  | 12 | -6   | 4    |

- La hora de cada encuentro corresponde al huso horario que rige a Colombia (UTC-5)

| Talento Tolimense | 2 : 0 | Kapital F.C. | Estadio Isaias Bolívar, El Espinal | 4 de junio | 13:00 |
| Verdolagas Bogotá | 1 : 3 | Orsomarso SC | Cancha Xcoli n.º 7, Bogotá         | 4 de junio | 16:00 |

| Talento Tolimense | 1 : 1 | Orsomarso SC      | Estadio Manuel Murillo Toro, Ibagué | 3 de septiembre | 12:00 |
| Kapital F.C.      | 1 : 3 | Verdolagas Bogotá | Sede Deportivo Equidad, Bogotá      | 4 de septiembre | 14:00 |

| Verdolagas Bogotá | 6 : 0 | Talento Tolimense | Cancha Xcoli n.º 3, Bogotá                      | 10 de septiembre | 12:00 |
| Orsomarso SC      | 1 : 3 | Kapital F.C.      | Ciudadela Deportiva Inder Cancha n.º 1, Palmira | 10 de septiembre | 13:00 |

| Orsomarso SC | 0 : 1 | Verdolagas Bogotá | Estadio Francisco Rivera Escobar, Palmira | 17 de septiembre | 13:00 |
| Kapital F.C. | 2 : 1 | Talento Tolimense | Cancha Atahualpa, Bogotá                  | 18 de septiembre | 18:00 |

| Verdolagas Bogotá | 0 : 0 | Kapital F.C.      | Cancha Xcoli n.º 1, Bogotá                | 25 de septiembre | 16:00 |
| Orsomarso SC      | 0 : 3 | Talento Tolimense | Estadio Francisco Rivera Escobar, Palmira | 25 de septiembre | 16:00 |

| Talento Tolimense | 3 : 1 | Verdolagas Bogotá | Estadio Isaias Bolívar, El Espinal | 1 de octubre | 12:00 |
| Kapital F.C.      | 3 : 0 | Orsomarso SC      | Sede Deportiva Equidad, Bogotá     | 1 de octubre | 16:00 |

### Grupo 4
| Pos. | Equipos               | PJ | PG | PE | PP | GF | GC | Dif. | Pts. |
| ---- | --------------------- | -- | -- | -- | -- | -- | -- | ---- | ---- |
| 1.   | Soccer Future         | 6  | 5  | 1  | 0  | 38 | 4  | 34   | 16   |
| 2.   | Esc. Carlos Sarmiento | 6  | 3  | 2  | 1  | 16 | 7  | 9    | 11   |
| 3.   | Kamatsa F.C.          | 6  | 1  | 1  | 4  | 5  | 30 | -25  | 4    |
| 4.   | Gol Star "C"          | 6  | 1  | 0  | 5  | 6  | 24 | -18  | 0    |

- La hora de cada encuentro corresponde al huso horario que rige a Colombia (UTC-5)

| Soccer Future | 9 : 0 | Gol Star "C"     | Sede Deportiva Santa Fe, Bogotá             | 28 de agosto | 10:00 |
| Kamatsa F.C.  | 1 : 1 | Carlos Sarmiento | Estadio Manuel Calle Lombana, Villavicencio | 28 de agosto | 12:00 |

| Kamatsa F.C.     | 2 : 1 | Gol Star "C"  | Estadio Manuel Calle Lombana, Villavicencio | 4 de septiembre | 11:00 |
| Carlos Sarmiento | 1 : 2 | Soccer Future | Sede Deportivo Pan de Ázucar, Cali          | 4 de septiembre | 14:00 |

| Soccer Future | 12 : 0 | Kamatsa F.C.     | Sede Deportiva Santa Fe, Tenjo | 11 de septiembre | 10:00 |
| Gol Star "C"  | 0 : 3  | Carlos Sarmiento | Cancha Xcoli n.º 4, Bogotá     | 11 de septiembre | 14:00 |

| Carlos Sarmiento | 5 : 2 | Kamatsa F.C.  | Sede Deportiva Pan de Ázucar, Cali | 18 de septiembre | 10:00 |
| Gol Star "C"     | 1 : 6 | Soccer Future | Cancha Xcoli n.º 8, Bogotá         | 18 de septiembre | 16:00 |

| Soccer Future | 2 : 2 | Carlos Sarmiento | Sede Deportiva Santa Fe, Tenjo | 13 de septiembre | 15:00 |
| Gol Star "C"  | 4 : 0 | Kamatsa F.C.     | Cancha Xcoli n.º 4, Bogotá     | 25 de septiembre | 16:00 |

| Kamatsa F.C.     | 0 : 7 | Soccer Future | Estadio Manuel Calle Lombana, Villavicencio | 1 de octubre | 14:00 |
| Carlos Sarmiento | 4 : 0 | Gol Star "C"  | Sede Pan de Ázucar, Cali                    | 1 de octubre | 14:00 |

### Grupo 5
| Pos. | Equipos                 | PJ | PG | PE | PP | GF | GC | Dif. | Pts. |
| ---- | ----------------------- | -- | -- | -- | -- | -- | -- | ---- | ---- |
| 1.   | Generaciones Palmiranas | 6  | 6  | 0  | 0  | 16 | 1  | 15   | 18   |
| 2.   | Real Pasión FC          | 6  | 4  | 0  | 2  | 14 | 7  | 7    | 12   |
| 3.   | Los Profesionales       | 6  | 2  | 0  | 4  | 10 | 13 | -3   | 6    |
| 4.   | CM Asteri               | 6  | 0  | 0  | 6  | 1  | 20 | -19  | 0    |

- La hora de cada encuentro corresponde al huso horario que rige a Colombia (UTC-5)

| Real Pasión     | 3 : 1 | Los Profesionales | Estadio Municipal de Funza                | 27 de agosto | 15:30 |
| Gen. Palmiranas | 4 : 0 | CM Asteri         | Estadio Francisco Rivera Escobar, Palmira | 27 de agosto | 18:00 |

| Real Pasión       | 5 : 0 | CM Asteri       | Estadio Municipal de Funza      | 3 de septiembre | 10:00 |
| Los Profesionales | 1 : 2 | Gen. Palmiranas | Estadio La Independencia, Tunja | 3 de septiembre | 11:00 |

| CM Asteri       | 1 : 2 | Los Profesionales | Cancha Xcoli n.º 7, Bogotá      | 11 de septiembre | 15:00 |
| Gen. Palmiranas | 1 : 0 | Real Pasión       | Estadio La Independencia, Tunja | 4 de octubre     | 19:00 |

| CM Asteri         | 0 : 1 | Gen. Palmiranas | Cancha Xcoli n.º 7, Bogotá      | 4 de septiembre  | 15:00 |
| Los Profesionales | 1 : 3 | Real Pasión     | Estadio La Independencia, Tunja | 17 de septiembre | 13:00 |

| CM Asteri       | 0 : 3 | Real Pasión       | Cancha Xcoli n.º 7, Bogotá | 25 de septiembre | 16:00 |
| Gen. Palmiranas | 4 : 0 | Los Profesionales | 29 de septiembre           | 15:00            |       |

| Los Profesionales | 5 : 0 | CM Asteri       | Estadio La Independencia, Tunja           | 1 de octubre | 13:00 |
| Real Pasión       | 0 : 4 | Gen. Palmiranas | Estadio Francisco Rivera Escobar, Palmira | 3 de octubre | 15:00 |

### Grupo 6
| Pos. | Equipos                     | PJ | PG | PE | PP | GF | GC | Dif. | Pts. |
| ---- | --------------------------- | -- | -- | -- | -- | -- | -- | ---- | ---- |
| 1.   | Atlético Nacional           | 6  | 4  | 1  | 1  | 16 | 8  | 8    | 16   |
| 2.   | Gol Star                    | 6  | 4  | 1  | 1  | 12 | 4  | 8    | 13   |
| 3.   | Universidad Sergio Arboleda | 6  | 3  | 0  | 3  | 12 | 12 | 0    | 9    |
| 4.   | Bacatá F.C.                 | 6  | 0  | 0  | 6  | 1  | 17 | -16  | 0    |

- La hora de cada encuentro corresponde al huso horario que rige a Colombia (UTC-5)

| Atlético Nacional | 4 : 1 | U. Sergio Arboleda | Sede Deportiva, Guarne     | 27 de agosto | 14:00 |
| Gol Star          | 2 : 1 | Bacata D.C.        | Cancha Xcoli n.º 4, Bogotá | 28 de agosto | 12:00 |

| Atlético Nacional  | 6 : 0 | Bacatá D.C. | Sede Deportiva, Guarne              | 3 de septiembre | 14:30 |
| U. Sergio Arboleda | 2 : 1 | Gol Star    | Universidad Sergio Arboleda, Bogotá | 4 de septiembre | 11:00 |

| Bacatá D.C.       | 0 : 3 | U. Sergio Arboleda | Club Casamata, Bogotá      | 3 de septiembre | 14:30 |
| Atlético Nacional | 5 : 1 | Gol Star           | Cancha Xcoli n.º 4, Bogotá | 4 de septiembre | 11:00 |

| U. Sergio Arboleda | 2 : 4 | Atlético Nacional | Universidad Sergio Arboleda, Bogotá | 18 de septiembre | 11:00 |
| Bacatá D.C.        | 0 : 1 | Gol Star          | Club Casamata, Bogotá               | 18 de septiembre | 12:30 |

| Bacatá D.C. | 0 : 1 | Atlético Nacional  | Club Casamata, Bogotá      | 19 de septiembre | 15:00 |
| Gol Star    | 3 : 0 | U. Sergio Arboleda | Cancha Xcoli n.º 4, Bogotá | 24 de septiembre | 14:00 |

| U. Sergio Arboleda | 4 : 0 | Bacatá D.C. | Universidad Sergio Arboleda, Bogotá | 1 de octubre | 10:00 |
| Atlético Nacional  | 0 : 0 | Gol Star    | Sede Deportiva, Guarne              | 1 de octubre | 14:30 |

## Semifinales
Los ganadores de cada grupo en la fase anterior pasaron a las semifinales divida en dos grupos de 4 equipos cada uno.

### Semifinal 1
| Pos. | Equipos           | PJ | PG | PE | PP | GF | GC | Dif. | Pts. |
| ---- | ----------------- | -- | -- | -- | -- | -- | -- | ---- | ---- |
| 1.   | Molino Viejo      | 6  | 4  | 1  | 1  | 13 | 7  | 6    | 13   |
| 2.   | Atlético Nacional | 6  | 4  | 1  | 1  | 13 | 11 | 2    | 13   |
| 3.   | Botín de Oro      | 6  | 3  | 0  | 3  | 9  | 8  | 1    | 9    |
| 4.   | Gol Star          | 6  | 0  | 0  | 6  | 6  | 14 | -8   | 0    |

- La hora de cada encuentro corresponde al huso horario que rige a Colombia (UTC-5)

| Gol Star     | 1 : 2 | Atlético Nacional | Cancha Xcoli n.º 1, Bogotá          | 15 de octubre | 11:00 |
| Molino Viejo | 2 : 1 | Botín de Oro      | Unidad Deportiva Castilla, Medellín | 15 de octubre | 15:00 |

| Botín de Oro      | 3 : 2 | Gol Star     | Cancha Marte, Bucaramanga            | 22 de octubre | 12:00 |
| Atlético Nacional | 3 : 2 | Molino Viejo | Sede Deportiva Atl. Nacional, Guarne | 22 de octubre | 12:30 |

| Atlético Nacional | 3 : 2 | Botín de Oro | Sede Deportiva Atl. Nacional, Guarne | 26 de octubre | 15:00 |
| Molino Viejo      | 2 : 0 | Gol Star     | Campo Amor n.º 2, Medellín           | 26 de octubre | 18:00 |

| Botín de Oro | 2 : 0 | Atlético Nacional | Cancha Marte, Bucaramanga  | 29 de octubre | 13:45 |
| Gol Star     | 1 : 4 | Molino Viejo      | Cancha Xcoli n.º 4, Bogotá | 30 de octubre | 14:00 |

| Gol Star     | 0 : 1 | Botín de Oro      | Cancha Xcoli n.º 8, Bogotá   | 7 de noviembre | 10:00 |
| Molino Viejo | 2 : 2 | Atlético Nacional | Cancha Marte n.º 1, Medellín | 7 de noviembre | 18:00 |

| Botín de Oro      | 0 : 1 | Molino Viejo | Cancha Marte, Bucaramanga            | 9 de noviembre | 16:00 |
| Atlético Nacional | 3 : 2 | Gol Star     | Sede Deportiva Atl. Nacional, Guarne | 9 de noviembre | 16:00 |

### Semifinal 2
| Pos. | Equipos                 | PJ | PG | PE | PP | GF | GC | Dif. | Pts. |
| ---- | ----------------------- | -- | -- | -- | -- | -- | -- | ---- | ---- |
| 1.   | Formas Íntimas          | 6  | 4  | 2  | 0  | 22 | 4  | 18   | 14   |
| 2.   | Generaciones Palmiranas | 6  | 4  | 1  | 1  | 21 | 4  | 17   | 13   |
| 3.   | Real Pasión FC          | 5  | 1  | 1  | 3  | 3  | 17 | -14  | 4    |
| 4.   | Real Santander          | 5  | 0  | 0  | 5  | 3  | 24 | -21  | 0    |

- La hora de cada encuentro corresponde al huso horario que rige a Colombia (UTC-5)

| Formas Íntimas | 7 : 1 | Real Santander  | Unidad Deportiva Castilla, Medellín | 15 de octubre | 14:00 |
| Real Pasión    | 0 : 2 | Gen. Palmiranas | Estadio Municipal de Funza          | 16 de octubre | 10:00 |

| Gen. Palmiranas | 0 : 0 | Formas Íntimas | Estadio Francisco Rivera Escobar, Palmira | 22 de octubre | 15:00 |
| Real Santander  | :     | Real Pasión    |                                           | 22 de octubre | 15:00 |

| Gen. Palmiranas | 6 : 0 | Real Santander | Estadio Francisco Rivera Escobar, Palmira | 26 de octubre | 14:30 |
| Formas Íntimas  | 6 : 0 | Real Pasión    | Estadio El Dorado, Envigado               | 26 de octubre | 16:00 |

| Real Santander | 1 : 4 | Gen. Palmiranas | Cancha Marte, Bucaramanga  | 29 de octubre | 11:45 |
| Real Pasión    | 1 : 1 | Formas Íntimas  | Estadio Municipal de Funza | 29 de octubre | 12:00 |

| Real Pasión    | 2 : 0 | Real Santander  | La Fortaleza                | 7 de noviembre | 12:00 |
| Formas Íntimas | 3 : 1 | Gen. Palmiranas | Estadio El Dorado, Envigado | 7 de noviembre | 16:00 |

| Gen. Palmiranas | 8 : 0 | Real Pasión    | Estadio Francisco Rivera Escobar, Palmira | 8 de noviembre  | 16:00 |
| Real Santander  | 1 : 5 | Formas Íntimas | Cancha Marte, Bucaramanga                 | 10 de noviembre | 14:00 |

### Semifinal 3
| Pos. | Equipos               | PJ | PG | PE | PP | GF | GC | Dif. | Pts. |
| ---- | --------------------- | -- | -- | -- | -- | -- | -- | ---- | ---- |
| 1.   | Soccer Future         | 6  | 5  | 0  | 1  | 29 | 4  | 25   | 15   |
| 2.   | Carlos Sarmiento Lora | 6  | 4  | 1  | 1  | 10 | 4  | 6    | 13   |
| 3.   | Verdolagas Bogotá     | 6  | 2  | 1  | 3  | 4  | 15 | -11  | 7    |
| 4.   | Talento Tolimense     | 6  | 0  | 0  | 6  | 4  | 24 | -20  | 0    |

- La hora de cada encuentro corresponde al huso horario que rige a Colombia (UTC-5)

| Talento Tolimense | 1 : 4 | Verdolagas Bogotá | Estadio Isaias Bolívar, El Espinal | 15 de octubre | 12:00 |
| Soccer Future     | 1 : 0 | Carlos Sarmiento  | Sede Deportiva Santa Fe, Tenjo     | 16 de octubre | 12:00 |

| Carlos Sarmiento  | 2 : 1 | Talento Tolimense | Sede Deportiva Pan de Ázucar, Cali | 22 de octubre | 15:30 |
| Verdolagas Bogotá | 0 : 3 | Soccer Future     | Cancha Xcoli n.º 8, Bogotá         | 23 de octubre | 14:00 |

| Verdolagas Bogotá | 2 : 2 | Carlos Sarmiento  | Cancha Xcoli n.º 8, Bogotá     | 18 de octubre | 16:00 |
| Soccer Future     | 8 : 0 | Talento Tolimense | Sede Deportiva Santa Fe, Tenjo | 26 de octubre | 14:00 |

| Talento Tolimense | 2 : 8 | Soccer Future     | Estadio Isaias Bolívar, El Espinal | 29 de octubre | 12:00 |
| Carlos Sarmiento  | 3 : 0 | Verdolagas Bogotá | Sede Deportiva Pan de Ázucar, Cali | 29 de octubre | 15:00 |

| Soccer Future     | 9 : 0 | Verdolagas Bogotá | Sede Deportiva Santa Fe, Tenjo | 8 de noviembre | 15:00 |
| Talento Tolimense | 0 : 1 | Carlos Sarmiento  | Comfetolima, Ibagué            | 9 de noviembre | 15:30 |

| Verdolagas Bogotá | 1 : 0 | Talento Tolimense | Cancha Xcoli n.º 9, Bogotá         | 10 de noviembre | 12:00 |
| Carlos Sarmiento  | 2 : 0 | Soccer Future     | Sede Deportiva Pan de Ázucar, Cali | 11 de noviembre | 14:00 |

### Tabla de segundos
El mejor segundo de la fase clasificó a las semifinales.
| Pos. | Equipos                 | PJ | PG | PE | PP | GF | GC | Dif. | Pts. |
| ---- | ----------------------- | -- | -- | -- | -- | -- | -- | ---- | ---- |
| 1.   | Generaciones Palmiranas | 6  | 4  | 1  | 1  | 21 | 4  | 17   | 13   |
| 2.   | Carlos Sarmiento Lora   | 6  | 4  | 1  | 1  | 10 | 4  | 6    | 13   |
| 3.   | Atlético Nacional       | 6  | 4  | 1  | 1  | 13 | 11 | 2    | 13   |

## Fase final

### Semifinal
| 13 de noviembre de 2016 | Generaciones Palmiranas | 3:0     | Formas Íntimas | Estadio Francisco Rivera Escobar, Palmira |                                |
| 15:30                   |                         | Reporte |                | Árbitro(s): Marlyn Solis Gómez            | Árbitro(s): Marlyn Solis Gómez |

| 16 de noviembre de 2016 | Formas Íntimas | 2:0     | Generaciones Palmiranas | Estadio El Dorado, Envigado         |                                     |
| 16:00                   |                | Reporte |                         | Árbitro(s): Andrea Chavarria Guerra | Árbitro(s): Andrea Chavarria Guerra |

| 13 de noviembre de 2016 | Molino Viejo | 1:0     | Soccer Future | Cancha Marte n.º 1, Medellín   |                                |
| 18:00                   |              | Reporte |               | Árbitro(s): Dana Largo Vanegas | Árbitro(s): Dana Largo Vanegas |

| 16 de noviembre de 2016 | Soccer Future | 4:3     | Molino Viejo | Sede Deportiva Santa Fe, Tenjo  |                                 |
| 15:00                   |               | Reporte |              | Árbitro(s): Paula Fernández Ome | Árbitro(s): Paula Fernández Ome |

### Final
| 19 de noviembre de 2016 | Generaciones Palmiranas | 4:2     | Molino Viejo | Estadio Francisco Rivera Escobar, Palmira |                                 |
| 15:30                   |                         | Reporte |              | Árbitro(s): Diego Ospina Montes           | Árbitro(s): Diego Ospina Montes |

| 23 de noviembre de 2016 | Molino Viejo | 3:2     | Generaciones Palmiranas | Estadio El Dorado, Envigado |  |
| 12:00                   |              | Reporte |                         |                             |  |

| Colombia                                       |
| Campeona Generaciones Palmiranas Primer título |

## Goleadoras
| Catalina Usme                                  | Formas Íntimas    | 27 |
| Deisy Magaly Pereira Triana                    | Verdolagas Bogotá | 11 |
| Johana Parada Casadiegos                       | Los Profesionales | 10 |
| Jessica Paola Sánchez Duquina                  | Soccer Future     | 10 |
| Última actualización: 23 de noviembre de 2016. |                   |    |

Fuente: Diftubol